# 派内斯莱克
派内斯莱克，是匈牙利索博尔奇-索特马尔-贝拉格州所辖的一个村。总面积36.92平方公里，总人口921，人口密度24.9人/平方公里（2011年1月1日）。